# Pasir
Pasir fou un sultanat del sud-est de Borneo, moderna província de Kalimantan Timur (Indonèsia) format per la conca del Pasir (o Kendilo) entre la frontera amb el sultanat de Kutei i cap al sud-est (pel massís de Beratos i fins a l'estret de Makassar. La capital era Pasir (residència del sultà) i l'única ciutat a destacar era Tanah Grogot, a la desembocadura del riu, on el 1901 es va instal·lar un funcionari neerlandès. El 1930 la població era de 17.000 persones en gran part dayaks (uns 9.000, dels que uns 4.000 eren musulmans i la resta animistes), banjaresos (1.200) i buginesos de les Cèlebes (5.000), i un poble pescador a la costa coneguts com els bajos, que construeixen les seves cases a la mar sobre pal de fusta.
El govern del sultà era absolut i despòtic. Al costat del sultà exercien el poder el príncep hereu i un consell de cinc notables que eren consultats pel sultà en casos greus (el consell era a més la cort de justícia del país). Els notables i membres de la família reial tenien parts del territori com a feus privats. El 1844 el sultà signar un acord amb la Companyia Holandesa de les Índies Orientals; el 1900 els holandesos li van reconèixer un subsidi, cobrament de drets de duana, monopoli de l'opi i monopoli de la sal; el 1908 es va establir formalment el protectorat; els beneficis anaven en dos terços al sultà i un terç als notables. A més el sultà cobrava als seus súbdits alguns impostos (contribució personal dels homes, 1/10 de la collita d'arròs i productes de la jungla, 2 nous de coco per arbre, i serveis militars). A l'inici del segle xx encara existia l'esclavatge, però els esclaus vivien a la societat dayak participant en els esdeveniments igual que els homes lliures, i podien tenir propietats; podien ser comprats mitjançant pagaments de deutes, però no venuts; els esclaus vestien igual que la resta de la població.
L'islam, segons la tradició fou introduït per l'àrab Said que es va casar amb la filla d'un príncep regnant. No obstant els conceptes pagans van predominar i van subsistir en gran part i en l'altra van influir sobre els islamitzats.